# José Brasanelli

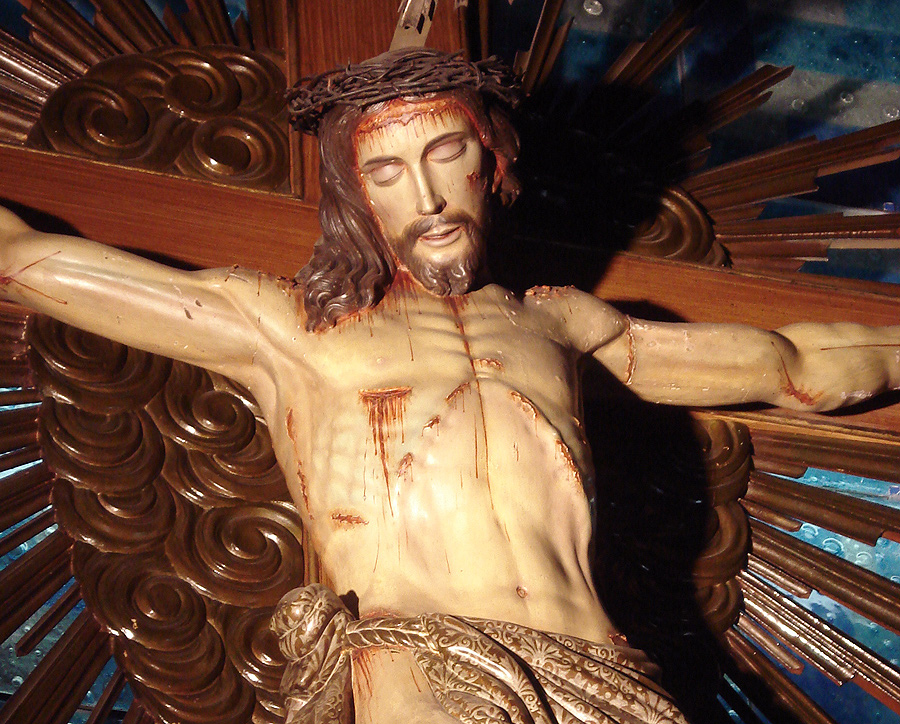
Crucifixo, Capela do Bom Fim, autoria atribuída a Brasanelli por Sustercic, repintado em torno de 1888 por Serafim José Ribeiro

José Brasanelli (Milão, 6 de janeiro de 1659 — redução de Candelária, 17 de agosto de 1728) foi um sacerdote jesuíta, arquiteto, pintor, cenógrafo e escultor italiano..
Antes de tornar-se padre jesuíta já tinha recebido completa formação em escultura e arquitetura em Roma, granjeando o respeito dos seus colegas. Com 37 anos é encontrado já na redução de São Borja, de que foi o autor da planta do aldeamento e suas construções, inclusive a igreja. Segundo relatos era um artista consumado em várias especialidades, construindo, esculpindo, entalhando altares e criando cenografias sacras, além de ser professor dos índios aldeados. Embora tenha atuado em outras reduções, sua presença foi mais marcante na de São Borja. Dentre suas obras reconhecidas estão a estátua de São Francisco de Borja em tamanho natural e a de São Luiz Gonzaga. A estátua de São Francisco de Borja se encontra na Igreja Matriz da cidade de São Borja e a de São Luiz Gonzaga na Igreja Matriz da cidade de São Luiz Gonzaga, ambas no estado do Rio Grande do Sul.